# Mathew Hayman
Mathew Hayman (* 20. April 1978 in Camperdown, New South Wales) ist ein ehemaliger australischer Radrennfahrer.

## Sportliche Laufbahn
Hayman erhielt 2000 einen Vertrag beim Team Rabobank. Sein erster internationaler Erfolg war der Gesamtsieg in der Mallorca Challenge 2001. Die Sachsen-Tour 2005 gewann er knapp vor dem Deutschen Christian Knees. In der folgenden Saison gewann er das Straßenrennen der Commonwealth Games vor David George und Allan Davis. Im Jahr 2011 entschied er das französische Eintagesrennen Paris–Bourges für sich.
Den größten Erfolg seiner sportlichen Laufbahn errang Hayman mit dem Sieg bei Paris–Roubaix 2016 aus dem Sprint einer fünfköpfigen Spitzengruppe heraus. Es war sein 15. Start bei diesem Klassiker. 2011 hatte er den zehnten und 2012 den achten Platz belegt. 2016 wurde er Radsportler des Jahres in Australien.
2019 beendete Hayman seine Radsportlaufbahn im Alter von 40 Jahren mit einem letzten Start bei der Tour Down Under. Er übernahm eine Position im Stab von Mitchelton-Scott.

## Ehrungen
2016 wurde Hayman mit der Sir Hubert Opperman Trophy als Radsportler des Jahres von Australien geehrt.

## Erfolge
2005
- Gesamtwertung Sachsen-Tour

2006
- Commonwealth Games – Straßenrennen

2011
- Paris–Bourges

2016
- Paris-Roubaix

2018
- Hammer Climb und Hammer Chase Hammer Sportzone Limburg

## Grand-Tour-Platzierungen
| Grand Tour            | 2002 | 2003 | 2004 | 2005 | 2006 | 2007 | 2008 | 2009 | 2010 | 2011 | 2012 | 2013 | 2014 | 2015 | 2016 | 2017 | 2018 |
| --------------------- | ---- | ---- | ---- | ---- | ---- | ---- | ---- | ---- | ---- | ---- | ---- | ---- | ---- | ---- | ---- | ---- | ---- |
| Giro d’ItaliaGiro     | 91   | –    | –    | –    | 136  | –    | DNF  | –    | 105  | –    | –    | –    | –    | –    | –    | –    | –    |
| Tour de FranceTour    | –    | –    | –    | –    | –    | –    | –    | –    | –    | –    | –    | –    | DNF  | –    | 135  | 151  | 108  |
| Vuelta a EspañaVuelta | –    | 137  | –    | DNF  | –    | –    | –    | –    | –    | –    | –    | –    | –    | 130  | –    | –    | –    |